# Creu de la plaça de l'Església (Borrassà)
La Creu de la plaça de l'Església és una obra gòtica de Borrassà (Alt Empordà) inclosa a l'Inventari del Patrimoni Arquitectònic de Catalunya.

## Descripció
Situada dins del nucli urbà de la població de Borrassà, davant la façana principal de l'església de Sant Andreu.
Creu llatina de pedra suportada per una columna octogonal, decorada amb un interessant capitell aprofitat, i assentada damunt d'un basament de planta circular. El capitell és vuitavat, de pedra calcària i està decorat amb un escut a quatre de les seves cares, atribuït a la família Creixell. Les altres cares presenten ornamentació vegetal. La creu és flordelisada, profusament decorada per les dues cares amb motius vegetals i florals, i amb la imatge de Crist crucificat.

## Història
Aquest escut també apareix a la llinda del mas Brascó.
Desconeixem l'origen d'aquesta peça, tot i que va ser trobada durant les obres d'una casa situada prop de l'Ajuntament, on estava dipositada com a material de reompliment.